# 노르만어
노르만어 또는 노르만 프랑스어(Norman, 노르만어: Normaund, 프랑스어: Normand, 건지어: Normand, 저지어: Nouormand)는 프랑스어의 방언 또는 로망스어군의 오일어의 일종이다. 오일어는 프랑스어, 피카르디어 및 왈롱어도 포함한다. "노르만 프랑스어"라는 이름은 본래의 노르만어뿐만 아니라 잉글랜드에서 사용된 앵글로노르만어(Anglo-Norman) 및 행정 언어인 법률 프랑스어(Law French)를 설명하는 데 사용되기도 한다. 대부분의 경우, 노르만어와 현대 프랑스어의 문어(文語)는 상호 이해가 가능하다. 이러한 명료성은 주로 노르만어가 프랑스어 정자법(글쓰기)에 맞게 쓰였기 때문에 발생했다.

## 역사
스칸디나비아에서 도래한 북게르만어를 쓰는 노르드인 바이킹들이 네우스트리아 지역에 정착하면서 갈리아로망스어를 쓰는 토착민들과 접촉하게 되었고, 소수 통치자인 노르드인들이 언어적으로 로망스어에 동화되며 노르드어의 일부 특징을 남긴 노르만어를 형성하였다.

## 분포
본토의 노르망디에서 사용되는 협의의 노르만어는 프랑스에서 공식 지위를 부여받지 못했으며 지방 언어로 여겨진다. 채널 제도에서는 섬에 따라 저지어(Jèrriais), 건지어(Guernésiais), 사크어(Sercquiais), 올더니어(Auregnais)로 발전했으나 큰 차이가 있는 것은 아니다.